# Сьома лінія (Сеульський метрополітен)
Сьома лінія (Сеульський метрополітен) (кор. 서울 지하철 7호선) — одна з ліній метро у столиці Південної Кореї, місті Сеул.

## Історія
Будівництво лінії розпочалося 28 грудня 1990 року, північно-східна початкова ділянка «Чангам» — «Університет Конкук» з 19 станцій відкрилася 11 жовтня 1996 року.

### Хронологія подальшого розвитку
- 29 лютого 2000 — відкрилася дільниця «Сінпхунг» — «Онсу» з 8 станцій (до відкриття центральної дільниці працювала як окрема лінія).
- 1 серпня 2000 — відкрилася центральна дільниця лінії з 15 станцій.
- 27 жовтня 2012 — розширення лінії на захід на 9 станцій, дільниця «Онсу» — «Адміністрація району Бупхьонг».
- 22 травня 2021 — розширення лінії на захід на 2 станції, дільниця «Адміністрація району Бупхьонг» — «Сокнам».

## Лінія
Маршрут лінії починається у північно-східні частині Сеула далі прямує на південь. Між станціями «Парк розваг Ттуксом» та «Чхонгдам» перетинає річку Хан по мосту Чхондам, після чого повертає на захід та прямує до міста Інчхон. Рухомий склад складається з 560 вагонів, лінію обслуговують 70 восьмивагоних потягів що живляться від повітряної контактної мережі.

## Станції
Після проведеної у 2000-х роках реконструкції на всіх станціях були встановлені скляні двері що відділяють платформу від потягу, що зробило їх станціями закритого типу.
Станції з півночі на захід.
| Сьома лінія |                                |                  |                         |                                   |                           |                                         |                |
| № станції   | Назва українською              | Назва корейською | Назва англійською       | Розташування                      | Пересадка                 | Тип                                     | Дата відкриття |
| 709         | «Чангам»                       | 장암             | «Jangam»                | Місто Ийджонбу, провінція Кьонгі  |                           | Наземна з однією береговою платформою   | 11 жовтня 1996 |
| 710         | «Добонгсан»                    | 도봉산           | «Dobongsan»             | Район Добонг, Сеул                | Перша лінія (Сеул)        | Наземна з береговими платформами        | 11 жовтня 1996 |
| 711         | «Сураксан»                     | 수락산           | «Suraksan»              | Район Новон, Сеул                 |                           | Підземна з двома острівними платформами | 11 жовтня 1996 |
| 712         | «Мадиль»                       | 마들             | «Madeul»                | Район Новон, Сеул                 |                           | Підземна з острівною платформою         | 11 жовтня 1996 |
| 713         | «Новон»                        | 노원             | «Nowon»                 | Район Новон, Сеул                 | Четверта лінія            | Підземна з острівною платформою         | 11 жовтня 1996 |
| 714         | «Чунгке»                       | 중계             | «Junggye»               | Район Новон, Сеул                 |                           | Підземна з острівною платформою         | 11 жовтня 1996 |
| 715         | «Хаке»                         | 하계             | «Hagye»                 | Район Новон, Сеул                 |                           | Підземна з острівною платформою         | 11 жовтня 1996 |
| 716         | «Конгнинг»                     | 공릉             | «Gongneung»             | Район Новон, Сеул                 |                           | Підземна з береговими платформами       | 11 жовтня 1996 |
| 717         | «Теринг Іпку»                  | 태릉입구         | «Taereung»              | Район Новон, Сеул                 | Шоста лінія               | Підземна з береговими платформами       | 11 жовтня 1996 |
| 718         | «Мокколь»                      | 먹골             | «Meokgol»               | Район Чунгнанг, Сеул              |                           | Підземна з береговими платформами       | 11 жовтня 1996 |
| 719         | «Чунгхва»                      | 중화             | «Junghwa»               | Район Чунгнанг, Сеул              |                           | Підземна з береговими платформами       | 11 жовтня 1996 |
| 720         | «Сангбонг»                     | 상봉             | «Sangbong»              | Район Чунгнанг, Сеул              | Кьонгі-Чунганг Кьонгчхун  | Підземна з береговими платформами       | 11 жовтня 1996 |
| 721         | «Мьонмок»                      | 면목             | «Myeonmok»              | Район Чунгнанг, Сеул              |                           | Підземна з береговими платформами       | 11 жовтня 1996 |
| 722         | «Сакачонг»                     | 사가정           | «Sagajeong»             | Район Чунгнанг, Сеул              |                           | Підземна з береговими платформами       | 11 жовтня 1996 |
| 723         | «Йонмасан»                     | 용마산           | «Yongmasan»             | Район Чунгнанг, Сеул              |                           | Підземна з береговими платформами       | 11 жовтня 1996 |
| 724         | «Чунгкок»                      | 중곡             | «Junggok»               | Район Квангчін, Сеул              |                           | Підземна з береговими платформами       | 11 жовтня 1996 |
| 725         | «Гунча»                        | 군자             | «Gunja»                 | Район Квангчін, Сеул              | П'ята лінія               | Підземна з береговими платформами       | 11 жовтня 1996 |
| 726         | «Великий дитячій парк»         | 어린이대공원     | «Children's Grand Park» | Район Квангчін, Сеул              |                           | Підземна з береговими платформами       | 11 жовтня 1996 |
| 727         | «Університет Конкук»           | 건대입구         | «Konkuk University»     | Район Квангчін, Сеул              | Друга лінія               | Підземна з береговими платформами       | 11 жовтня 1996 |
| 728         | «Парк розваг Ттуксом»          | 뚝섬유원지       | «Ttukseom Resort»       | Район Квангчін, Сеул              |                           | Естакадна з береговими платформами      | 1 серпня 2000  |
| 729         | «Чхонгдам»                     | 청담             | «Cheongdam»             | Район Кангнам, Сеул               |                           | Підземна з двома острівними платформами | 1 серпня 2000  |
| 730         | «Адміністрація району Кангнам» | 강남구청         | «Gangnam-gu Office»     | Район Кангнам, Сеул               | Пунданг                   | Підземна з береговими платформами       | 1 серпня 2000  |
| 731         | «Хакдонг»                      | 학동             | «Hakdong»               | Район Кангнам, Сеул               |                           | Підземна з береговими платформами       | 1 серпня 2000  |
| 732         | «Нонхьон»                      | 논현             | «Nonhyeon»              | Район Кангнам, Сеул               |                           | Підземна з береговими платформами       | 1 серпня 2000  |
| 733         | «Банпхо»                       | 반포             | «Banpo»                 | Район Сочхо, Сеул                 |                           | Підземна з береговими платформами       | 1 серпня 2000  |
| 734         | «Автовокзал-Експрес»           | 고속터미널       | «Express Bus Terminal»  | Район Сочхо, Сеул                 | Третя лінія Дев'ята лінія | Підземна з береговими платформами       | 1 серпня 2000  |
| 735         | «Непанг»                       | 내방             | «Naebang»               | Район Сочхо, Сеул                 |                           | Підземна з береговими платформами       | 1 серпня 2000  |
| 736         | «Ісу»                          | 이수             | «Isu»                   | Район Донгчак, Сеул               | Четверта лінія            | Підземна з береговими платформами       | 1 серпня 2000  |
| 737         | «Намсонг»                      | 남성             | «Namseong»              | Район Донгчак, Сеул               |                           | Підземна з береговими платформами       | 1 серпня 2000  |
| 738         | «Університет Сонгсіль»         | 숭실대입구       | «Soongsil University»   | Район Донгчак, Сеул               |                           | Підземна з береговими платформами       | 1 серпня 2000  |
| 739         | «Сангдо»                       | 상도             | «Sangdo»                | Район Донгчак, Сеул               |                           | Підземна з береговими платформами       | 1 серпня 2000  |
| 740         | «Чангсингбегі»                 | 장승배기         | «Jangseungbaegi»        | Район Донгчак, Сеул               |                           | Підземна з береговими платформами       | 1 серпня 2000  |
| 741         | «Сіндепанг Самгорі»            | 신대방삼거리     | «Sindaebangsamgeori»    | Район Донгчак, Сеул               |                           | Підземна з береговими платформами       | 1 серпня 2000  |
| 742         | «Бораме»                       | 보라매           | «Boramae»               | Район Йондингпхо, Сеул            |                           | Підземна з острівною платформою         | 1 серпня 2000  |
| 743         | «Сінпхунг»                     | 신풍             | «Sinpung»               | Район Йондингпхо, Сеул            |                           | Підземна з береговими платформами       | 29 лютого 2000 |
| 744         | «Дерім»                        | 대림             | «Daerim»                | Район Йондингпхо, Сеул            | Друга лінія               | Підземна з береговими платформами       | 29 лютого 2000 |
| 745         | «Намгуро»                      | 남구로           | «Namguro»               | Район Гуро, Сеул                  |                           | Підземна з береговими платформами       | 29 лютого 2000 |
| 746         | «Цифровий комплекс Гасан»      | 가산디지털단지   | «Gasan Digital Complex» | Район Кимчхон, Сеул               | Перша лінія (Сеул)        | Підземна з береговими платформами       | 29 лютого 2000 |
| 747         | «Чхольсан»                     | 철산             | «Cheolsan»              | Місто Квангмьон, провінція Кьонгі |                           | Підземна з береговими платформами       | 29 лютого 2000 |
| 748         | «Квангмьонг Сагорі»            | 광명사거리       | «Gwangmyeongsageori»    | Місто Квангмьон, провінція Кьонгі |                           | Підземна з двома острівними платформами | 29 лютого 2000 |
| 749         | «Чхонванг»                     | 천왕             | «Cheonwang»             | Район Гуро, Сеул                  |                           | Підземна з береговими платформами       | 29 лютого 2000 |
| 750         | «Онсу»                         | 온수             | «Onsu»                  | Район Гуро, Сеул                  | Перша лінія (Сеул)        | Підземна з двома острівними платформами | 29 лютого 2000 |
| 751         | «Ккачхіуль»                    | 까치울           | «Kkachiul»              | Місто Пучхон, провінція Кьонгі    |                           | Підземна з острівною платформою         | 27 жовтня 2012 |
| 752         | «Стадіон Пучхон»               | 부천종합운동장   | «Bucheon Stadium»       | Місто Пучхон, провінція Кьонгі    |                           | Підземна з острівною платформою         | 27 жовтня 2012 |
| 753         | «Чхун'ї»                       | 춘의             | «Chunui»                | Місто Пучхон, провінція Кьонгі    |                           | Підземна з острівною платформою         | 27 жовтня 2012 |
| 754         | «Сінчунгдонг»                  | 신중동           | «Sinjung-dong»          | Місто Пучхон, провінція Кьонгі    |                           | Підземна з острівною платформою         | 27 жовтня 2012 |
| 755         | «Мерія Пучхона»                | 부천시청         | «Bucheon City Hall»     | Місто Пучхон, провінція Кьонгі    |                           | Підземна з острівною платформою         | 27 жовтня 2012 |
| 756         | «Сангдонг»                     | 상동             | «Sang-dong»             | Місто Пучхон, провінція Кьонгі    |                           | Підземна з береговими платформами       | 27 жовтня 2012 |
| 757         | «Гімназія Самсан»              | 삼산체육관       | «Samsan Gymnasium»      | Район Бупхьонг, Інчхон            |                           | Підземна з береговими платформами       | 27 жовтня 2012 |
| 758         | «Гульпхочхон»                  | 굴포천           | «Gulpocheon»            | Район Бупхьонг, Інчхон            |                           | Підземна з береговими платформами       | 27 жовтня 2012 |
| 759         | «Адміністрація району Бупхьон» | 부평구청         | «Bupyeong-gu Office»    | Район Бупхьонг, Інчхон            | Перша лінія (Інчхон)      | Підземна з береговими платформами       | 27 жовтня 2012 |
| 760         | «Сангок»                       | 산곡             | «Sangok»                | Район Со, Інчхон                  |                           | Підземна з береговими платформами       | 22 травня 2021 |
| 761         | «Сокнам»                       | 석남             | «Seongnam»              | Район Со, Інчхон                  | Друга лінія (Інчхон)      | Підземна з береговими платформами       | 22 травня 2021 |

## Розвиток
За планом до середини 2020-х років лінія має бути розширена в обидва напрямки. Остаточна кількість станцій та довжина нових дільниць поки що невідома.

## Галерея

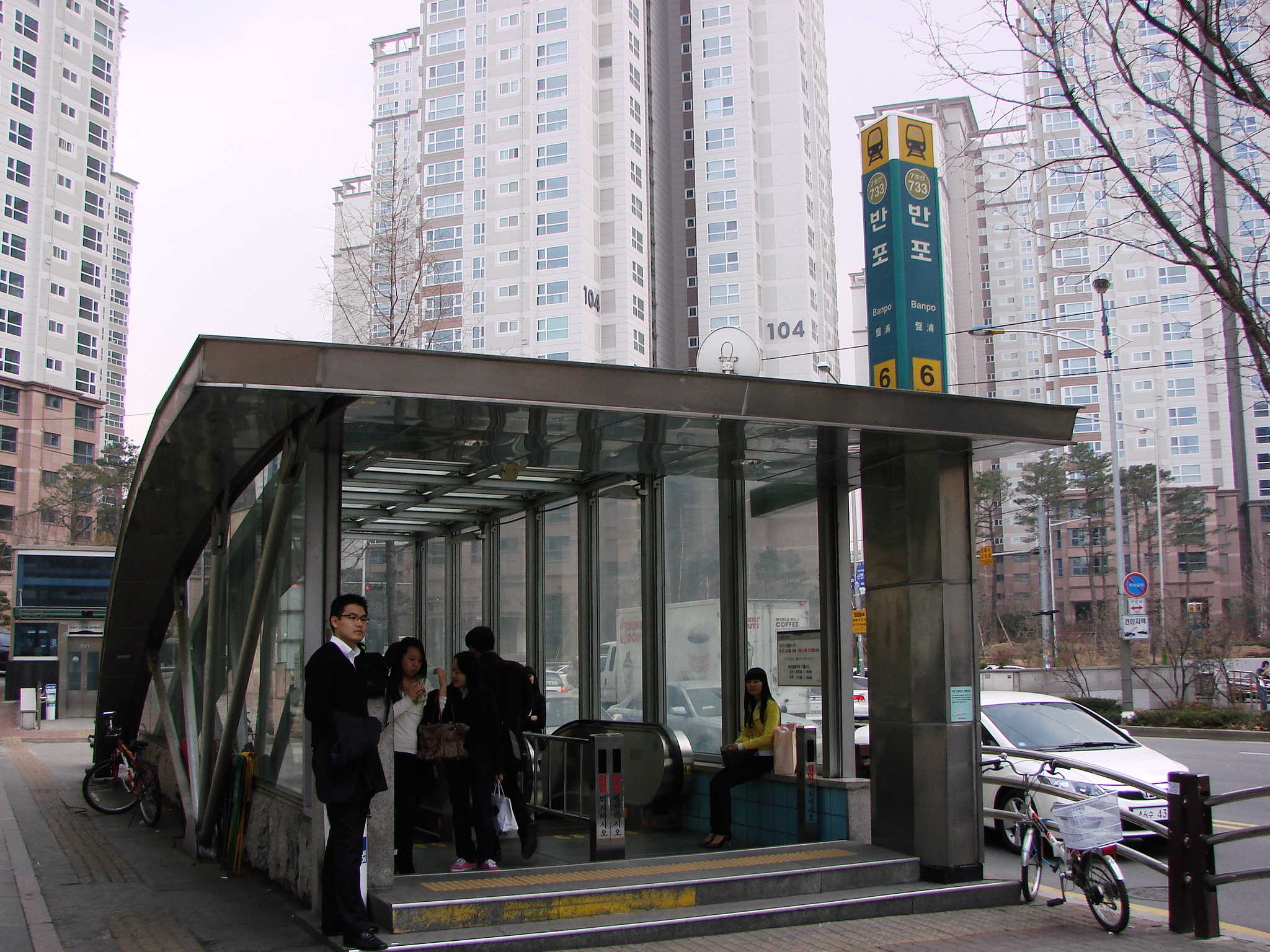
Один з виходів зі станції «Банпхо»
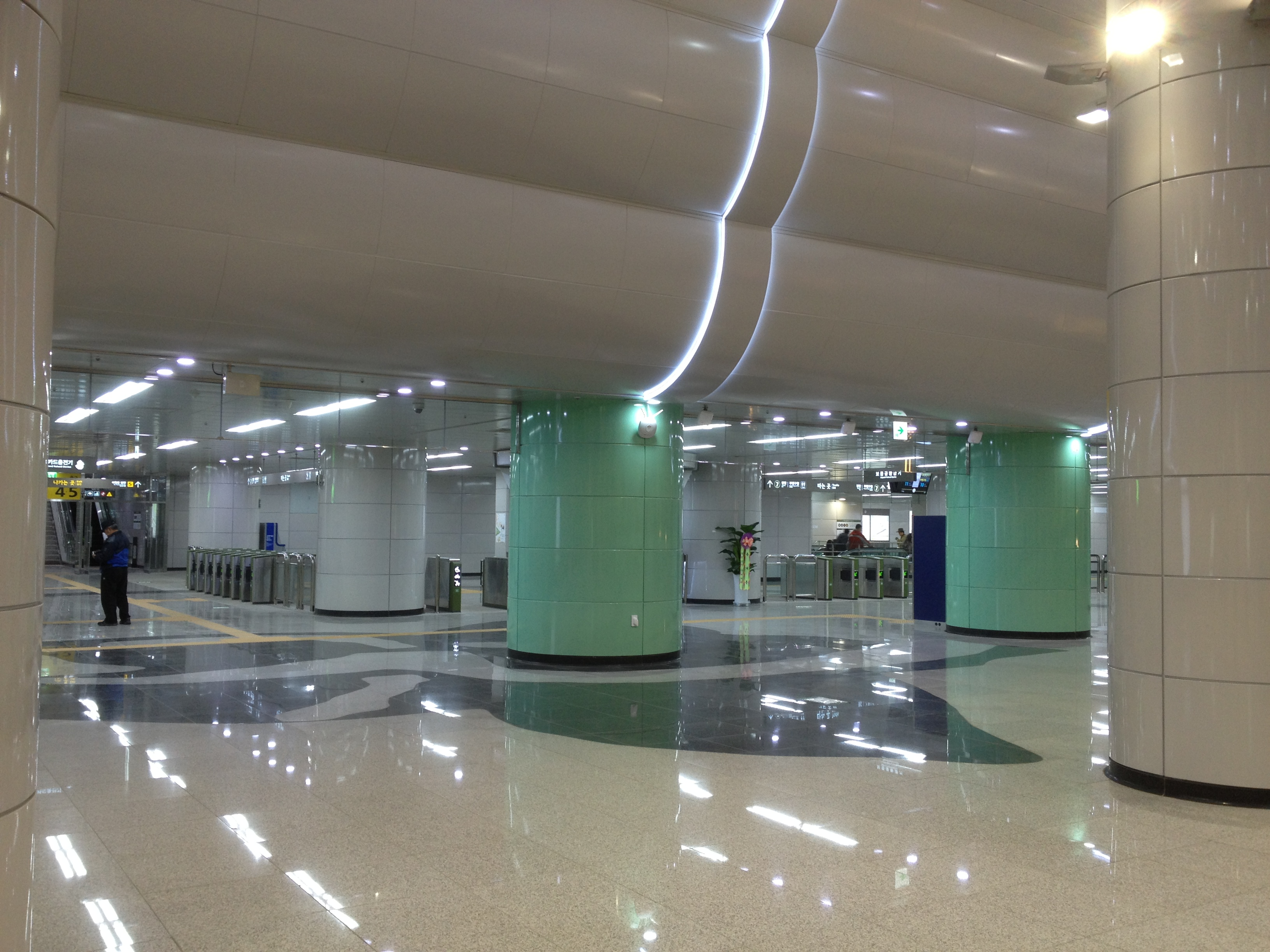
Вестибюль станції «Стадіон Пучхон»
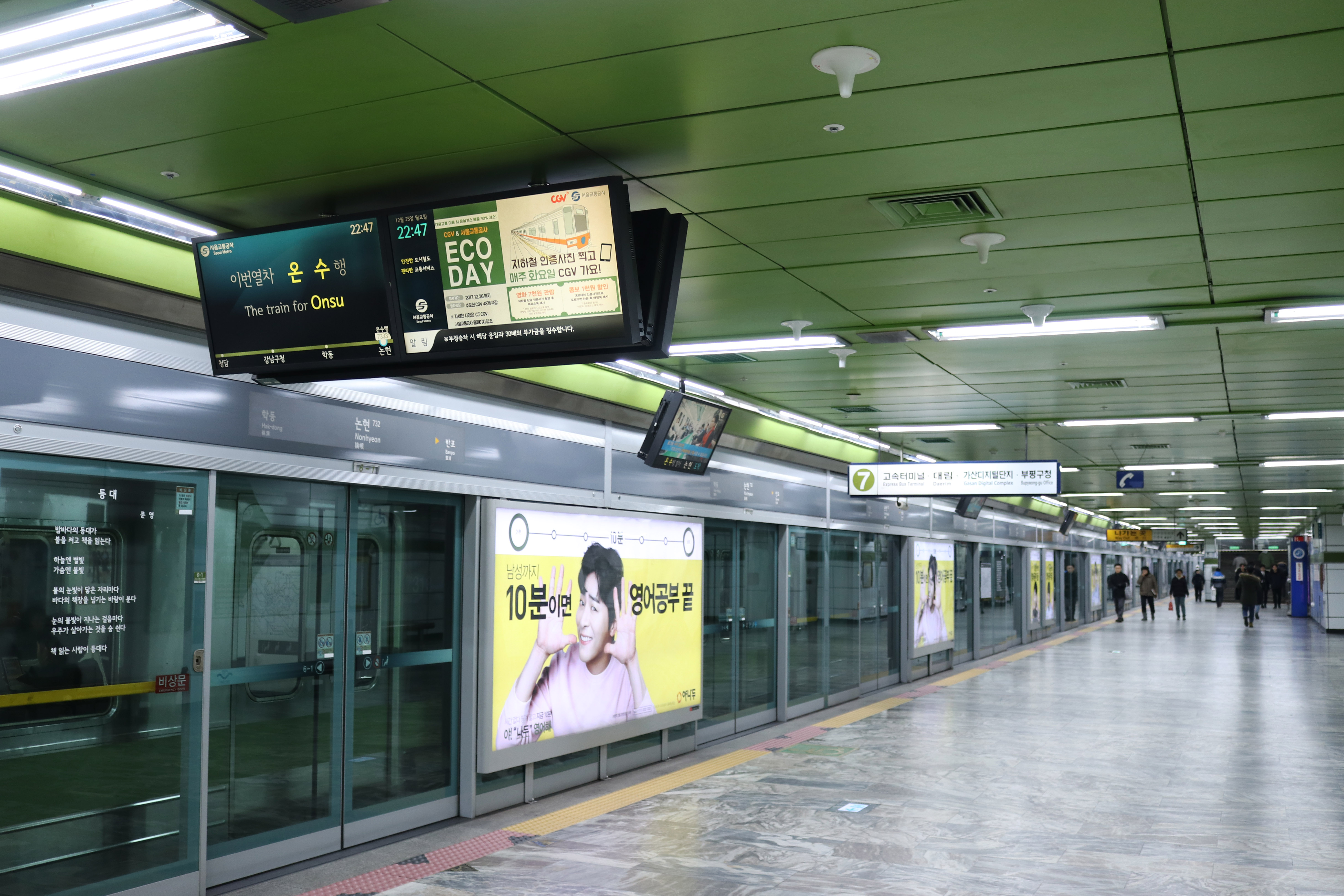
Платформа станції «Нонхьон»
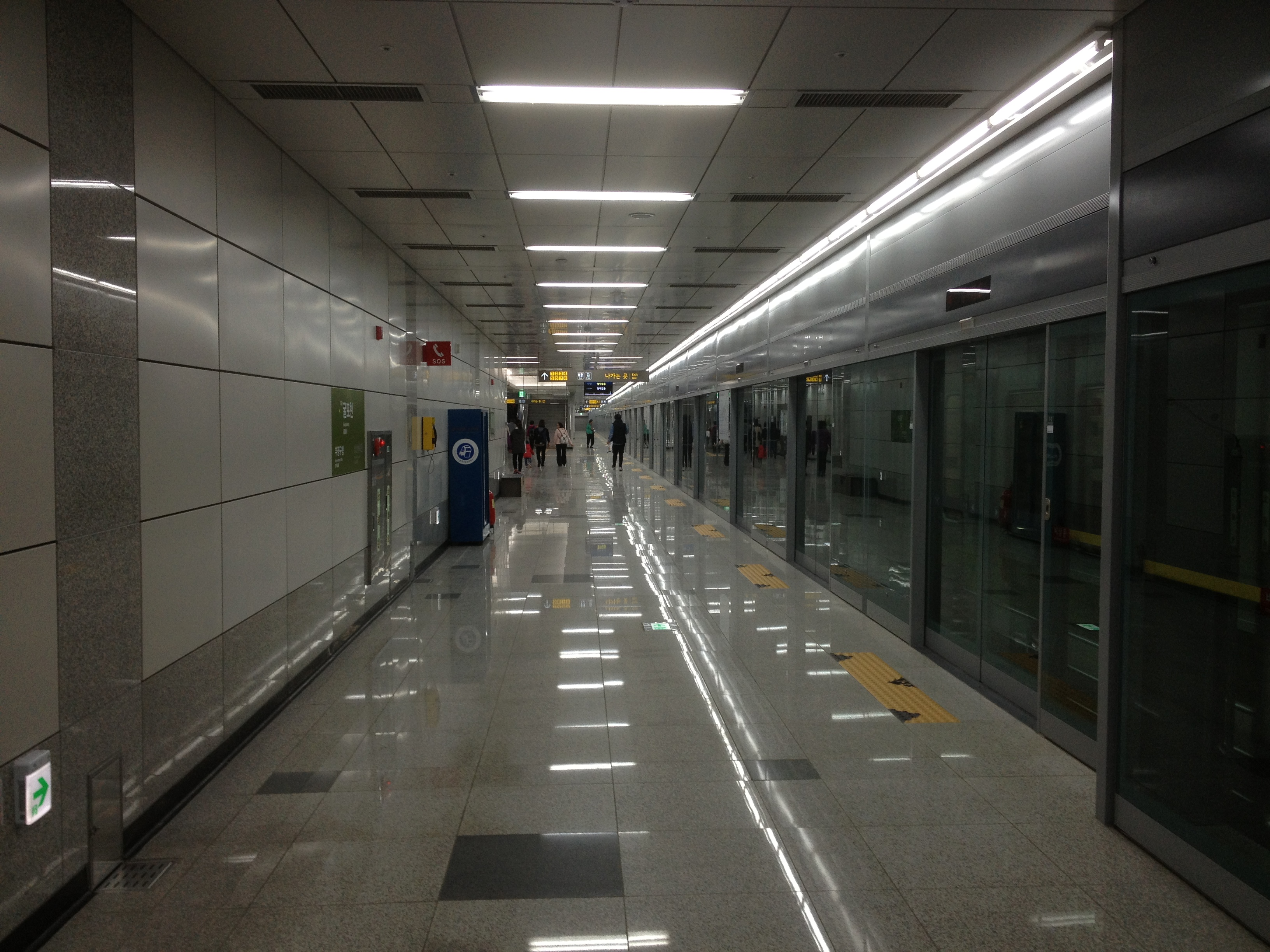
Платформа станції «Гульпхочхон»